# Gyula
Gyula es una ciudad (en húngaro: "város") en el condado de Békés, en el sureste de Hungría. Se encuentra cerca de la frontera con Rumanía, junto al río Fehér-Körös.

## Personalidades conocidas
- Ferenc Erkel (1810–1893), compositor.
- Imre König (Mirko Kenig; 1901–1992), ajedrecista
- György Pomucz, general.
- Zoltán Lajos Bay, físico.
- Imre Bródy, físico.
- László Krasznahorkai, novelista.

## Ciudades hermanadas
Gyula está hermanada con:
- Budrio, Italia (1965)
- Zalău, Rumanía (1991)
- Bălţi, Moldavia
- Ditzingen, Alemania (1991)
- Miercurea-Ciuc, Rumanía (1993)
- Arad, Rumanía (1994)[3]
- Krumpendorf am Wörther See, Austria (1995)
- Schenkenfelden, Austria (1997)
- Droitwich, Reino Unido (2001)